# Distrito de Santa Teresa (La Convención)
El distrito de Santa Teresa es uno de los veinte que conforman la provincia de La Convención, ubicada en el departamento del Cuzco en el Sur del Perú.
Desde el punto de vista jerárquico de la Iglesia católica forma parte de la Vicariato apostólico de Puerto Maldonado

## Historia
En 1998 un huayco bajó por el río Aobamba y arrasó por completo con la antigua capital, en ese entonces ubicado al pie de la confluencia de los ríos Salkantay, Saqsara y Vilkanota. Luego de esa tragedia se reconstruyó el pueblo 50m más arriba en una zona más llana y segura.

## Geografía
Su capital es la ciudad de Nuestra Señora de Santa Teresa de Jesucristo Redentor que está a 1511 m s. n. m., sobre la margen derecha del río Vilcanota, ubicado entre los ríos Saqsara, Salkantay y Vilkanota en el cerro Pacpapata.
En el distrito se encuentran los baños termales de Cocalmayo.

## Demografía
El distrito de Santa Teresa tiene una población de 16457 habitantes según el censo peruano de 2017.

## Autoridades

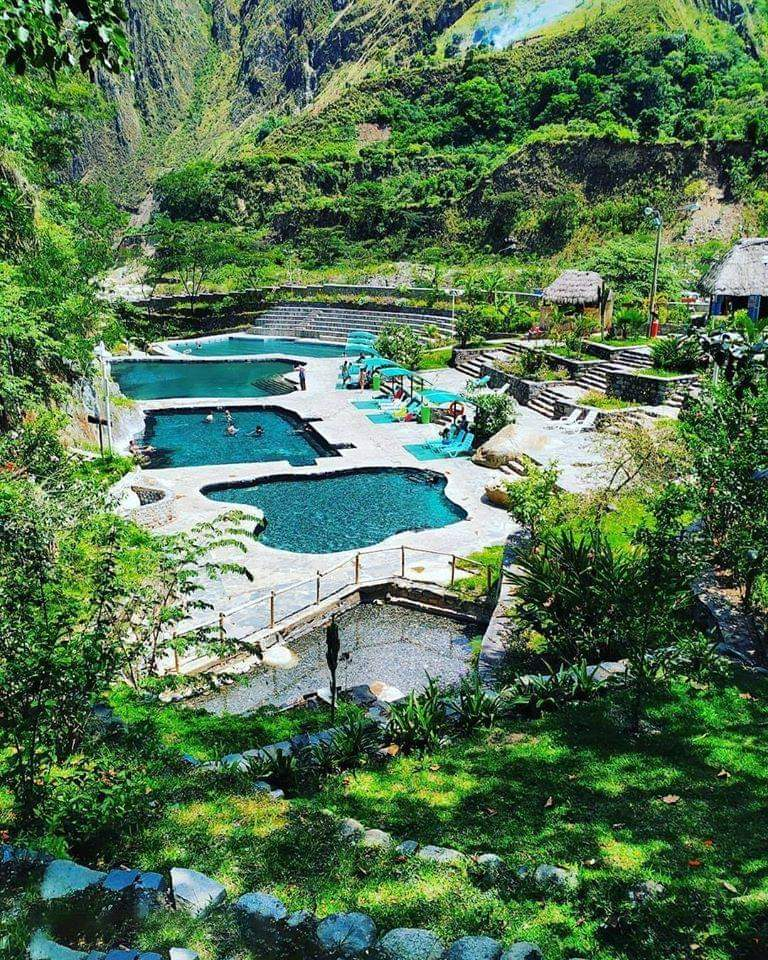
Baños termales de Colcamayo.

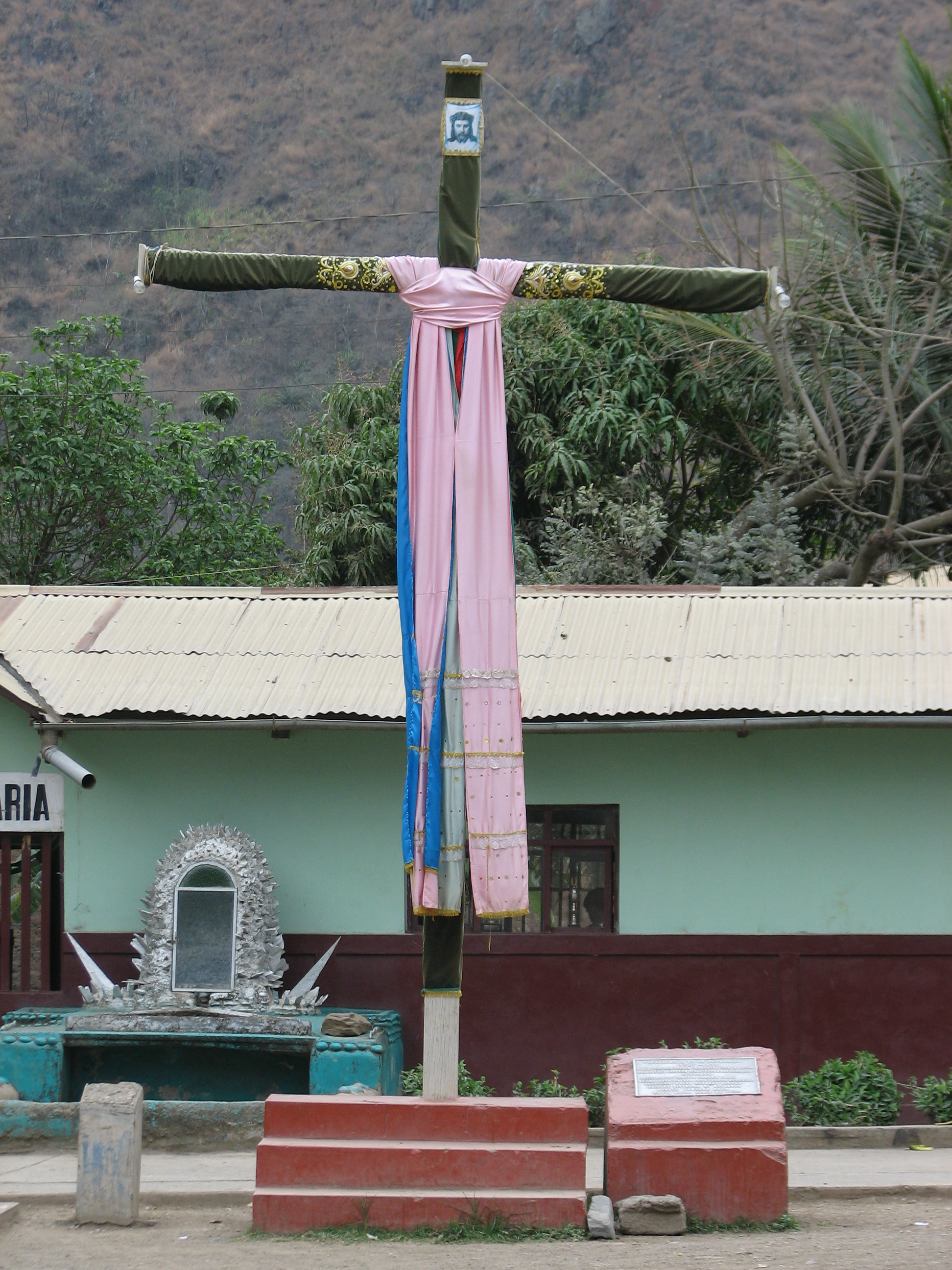
Cruz en la localidad de Santa María la Antigua.

### Municipales
- 1. 2023-2026
    1. Alcalde: PNP (R).EDGAR LASTEROS AGUILAR
    2. Regidores: Regidores de Santa Teresa:
    3. CPC. BLAS OVIEDO GONGORA
    4. PROF.FLORA ORE HUACAC
    5. ING.FRANCO SALAS ALAGON
    6. SRA.YENY PEREYRA BACA
    7. SR.WASHINTONG VILLENA HUAMAN

### Religiosas
- Vicariato apostólico de Puerto Maldonado
  - Vicario apostólico: David Martínez de Aguirre Guinea, O.P. (2014 - )
- Parroquia
  - Párroco: Pbro.  .

## Como llegar
Hay dos maneras de llegar:
- Por carretera, desde Ollantaytambo, pasando por la Reserva Privada Abra Málaga[4] (4.350 m s. n. m.), rodeando el Nevado Urubamba, pasando por Huyro. Son 152 km que se hacen en unas 5 horas.
- Por tren, desde Ollantaytambo, pasando por Machupicchu, hasta la estación final llamada Hidroeletrica de Santa Teresa. Este recorrido se hace en solo 3 horas.

Transportes DIALTA LAS 24 HORAS te guia y transporta cel:993697908. Para mas información.
https://yandex.com/maps/org/219067041757/?ll=-72.961514%2C-12.337697&z=8

## Turismo

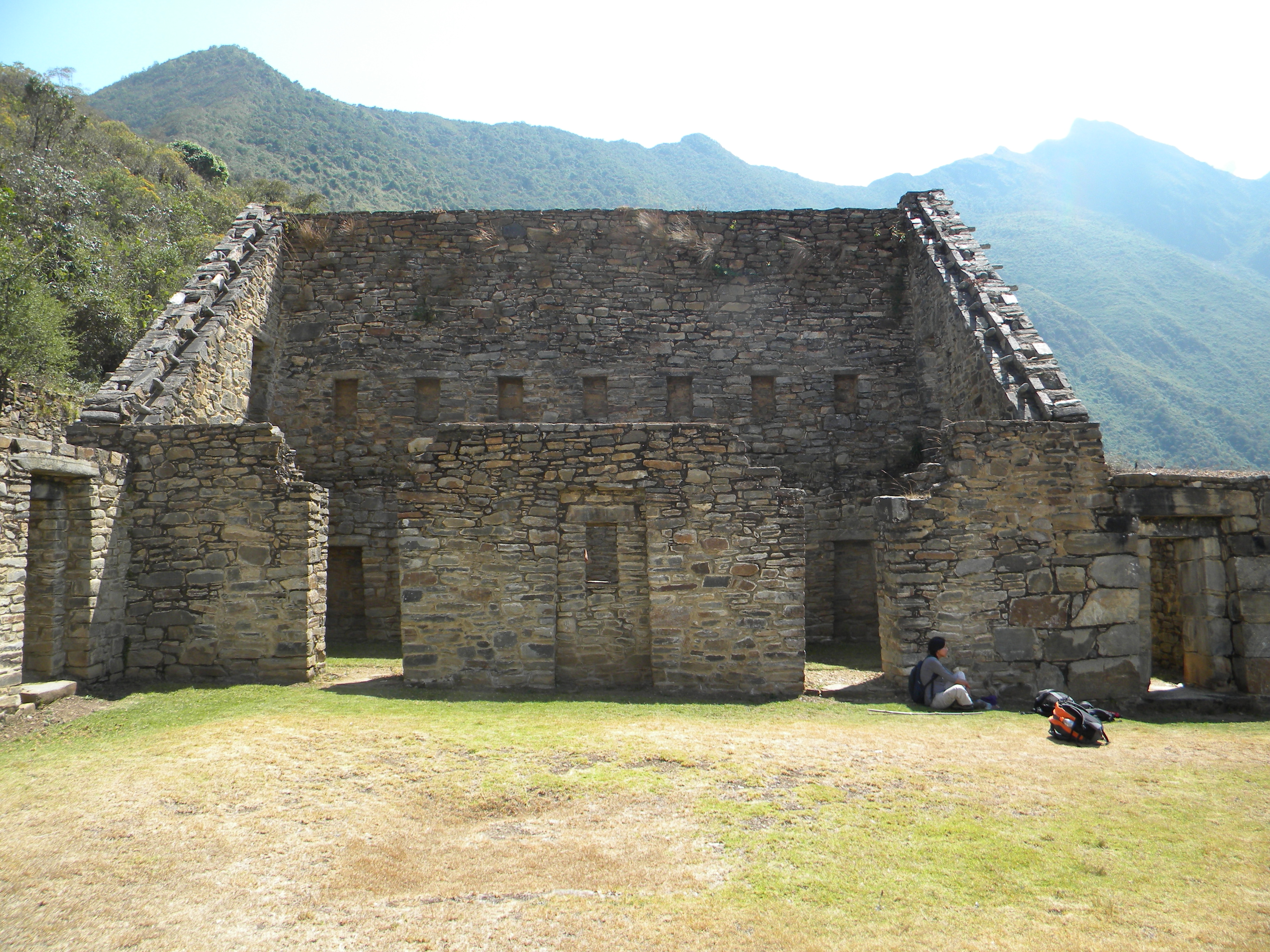
Construcción ubicada en la plaza principal de Choquequirao

- Construcción ubicada en la plaza principal de ChoquequiraoSanta Teresa, se ha convertido en los últimos años en una ruta alternativa[5] para visitar el Santuario Histórico de Machu Picchu cruzando por las plantaciones de cacao y de café. Está a solo 14 km de Machupicchu.
- Baños termales de Cocalmayo, compuesto de 3 piscinas de diferentes tamaños, temperaturas y profundidad. Tiene duchas, vestidores y kioscos de madera y piedra labrada que respeta el entorno natural. Ubicadas a solo 10 min en colectivo del centro. Hay lugares de camping en la zona y está abierto las 24 horas.[6]
- Choquequirao (del quechua chuqi, oro, y de k'iraw, cuna, es decir: "cuna de oro"),[7] son los restos arqueológicos de una ciudad inca situada entre las estribaciones del nevado Salcantay, y bajo la jurisdicción del Distrito de Santa Teresa, provincia de La Convención, Departamento del Cuzco, al sur del Perú.[8] El entorno de Choquequirao es uno de los más ricos en biodiversidad. Todas estas especies se han acondicionado a pesar de las variaciones de temperatura como es sol durante todo el día e inclementes heladas durante la noche. La fauna del lugar está compuesta principalmente por cóndores, tarucas, vizcachas, zorros, zorrinos, pumas, picaflores, osos y el gallito de las rocas, ave nacional del Perú. En su flora destacan los helechos gigantes, el ichu y una gran variedad de orquídeas, donde resalta la de la variedad wakanki.[9] para servicio de transporte recomiendo transporte dialta las 24 horas contáctate al 993697808-.